# НСИ (футбольный клуб)

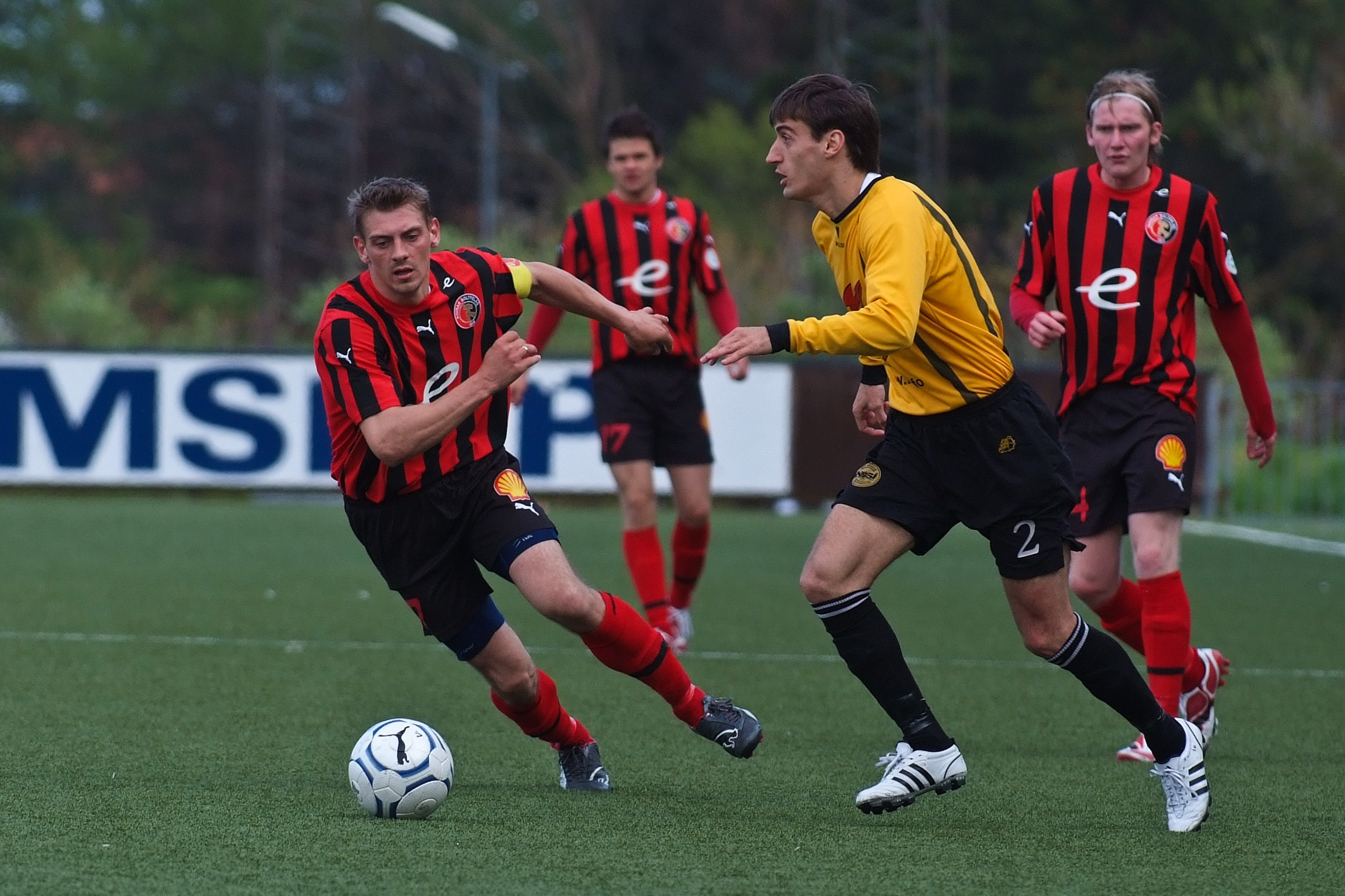
Игрок «НСИ» в выездном матче против клуба «ХБ» из Торсхавна
(18 мая 2008)

«НСИ Рунавуйк» (фар. Nes Sóknar Ítrottarfelag Runavík) — фарерский футбольный клуб из одноименного города, остров Эстурой. Основан 24 марта 1957 года. Домашней ареной клуба является «Ви-Лёчин» общей вместительностью до 2000 зрителей.
В 2007 году впервые в своей истории стал чемпионом Фарерских островов по футболу. А в 2022 впервые с 1995 оформил вылет из высшего дивизиона Фарерских островов. 

## История клуба
Клуб «НСИ» был основан 24 марта 1957 года в восточной части фьорда Скалафьордур, остров Эстурой. Первоначально это был спортивный клуб, представлявший местную гандбольную секцию. В начале 1960-х годов к клубу добавятся секции по бадминтону и гребле.
Свое прежнее название «НСИ Рунавуйк» клуб получит в 1967 году после разделения местной общины на муниципалитеты Рунавуйк и Нес, два сельских поселения острова. Клуб остался в географической части Рунавуйка, в результате чего «НСИ» получил название «НСИ Рунавуйк», под которым выступает и по сей день.
Клуб основал булочник из Твёройри Иб Хауритс, уже имевший тренерский опыт. В свободное от работы время он тренировал местную гандбольную команду, очень популярную в Рунавуйке. Гандбольная команда называлась «Tjaldur», названная так в честь национальной птицы островов.
После добавления новых секций по другим видам спорта, футбольная команда «НСИ» продолжит самостоятельное выступление в регионе. Гандбольная команда Рунавуйка получит название «Hondbóltsfelagið Tjaldur», а команда по гребле «Kappróðrarfelagið NSI».
Таким образом, в Рунавуйке будут сформированы три самостоятельных команды по трем видам спорта, пользующиеся наибольшей популярностью в стране.
Впоследствии эти команды добьются немалых успехов в местных спортивных турнирах, в частности, команда по гребле выиграет местную регату «Вестанстевна» в 1962 году.
В 1972 году был введен в эксплуатацию футбольный стадион, ставший первым футбольным стадионом в Рунавуйке. Ввиду сложных климатических условий региона футбольное поле было решено сделать с искусственным покрытием. Позднее для клуба будет построен спортивный зал, в котором команда могла проводить матчи круглогодично.
Уже в следующем году молодёжная команд «НСИ» завоюет серебряные медали по итогам финала юниорского кубка. Второе место в турнире станет первым весомым достижением футбольной команды «НСИ».
В 1975 году «НСИ» выиграл турнир Первого дивизиона и впервые в своей истории вышел в высшую лигу местного чемпионата.
В 1976 году клуб впервые принимал участие в высшей лиге местного первенства. Дебютный сезон на высшем уровне получился провальным: команда проиграла все матчи в турнире и с нулевым результатом покинула лигу.
Выиграв турнир Первого дивизиона в сезоне 1978, «НСИ» вернулся в высшую лигу.
Второй сезон в элите снова вышел неудачным для клуба. Тем не менее, на сей раз команда смогла разжиться очками, четырежды добившись ничейного результата.
Став классической «командой-лифт», «НСИ» будет барражировать между двумя дивизионами на протяжении многих лет.
В 1983 году клуб вновь стал победителем Первого дивизиона и в очередной раз вышел в элитный дивизион.
Чемпионат 1984 года команда снова начинала в высшей лиге. На этот раз вылета удалось избежать: опередив на одно очко клуб «Б-36» из Торсхавна, команда сохранила прописку в турнире.
До 1988 года «НСИ» выступал в высшем дивизионе, занимая места в нижней части турнирной таблицы. Сезон 1988 стал последним для клуба в элите: с 14 очками команда заняла последнее место и покинула первенство.

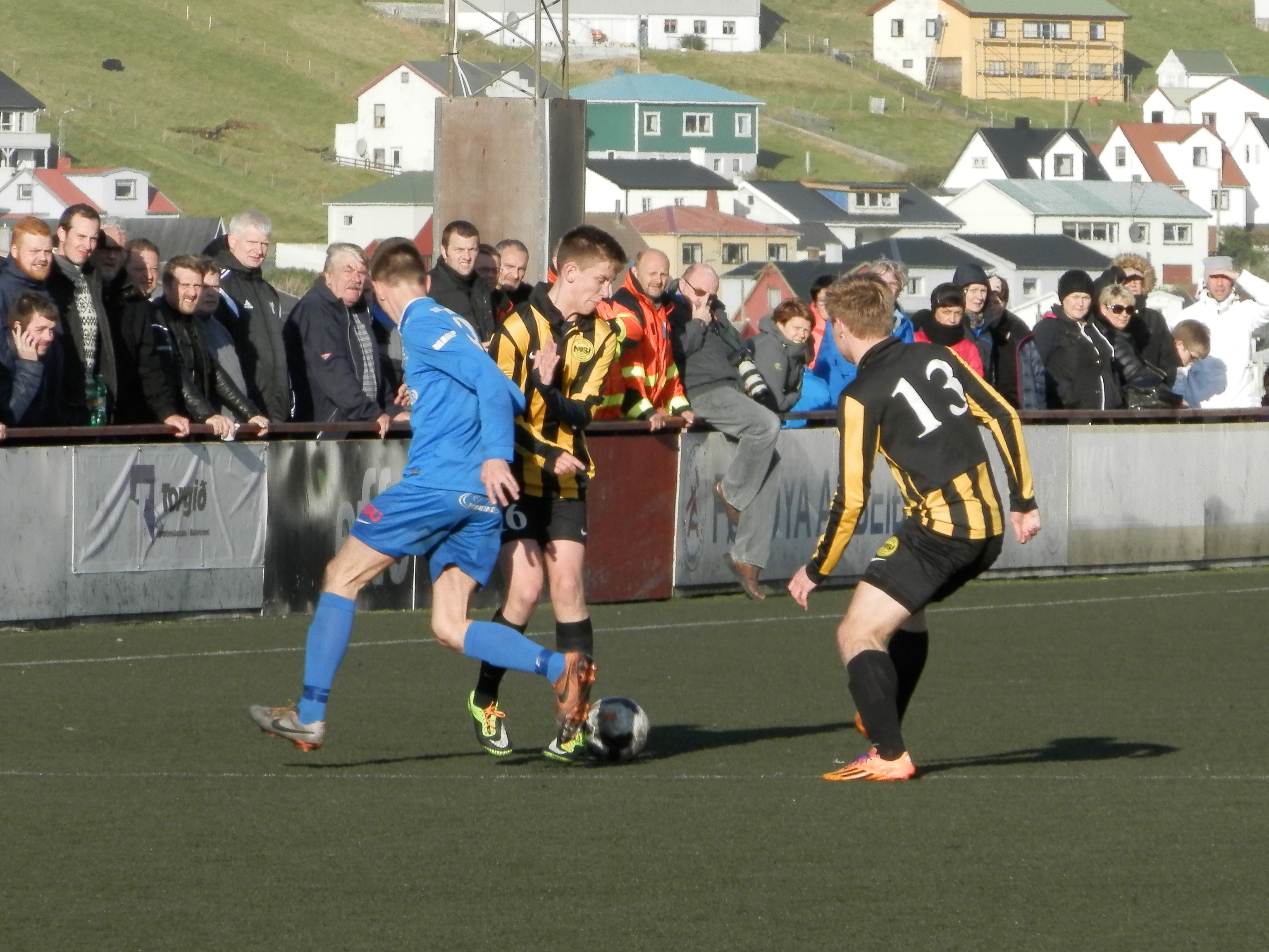
Игроки «НСИ» в выездном матче против клуба «Судурой» из Вогура
(2014 год)

В 1990 году клуб в очередной раз выигрывает турнир Первого дивизиона и возвращается в высшую лигу.
Покинув элитную пульку в 1992 году, уже на следующий год команда снова вернется в турнир.
В сезоне 1995 «НСИ» вновь покинет элитный дивизион, окончательно утвердив за собой статус главной «команды-лифт» региона.
В очередной раз став победителем Первого дивизиона в 1996 году, казалось, затянувшаяся эпопея с ежегодной сменой дивизионов не закончится никогда, однако на сей раз клуб сделал выводы из прошедших сезонов в высшей лиге.
Начиная сезона 1997 и по настоящее время «НСИ» ни разу не покидал элитный дивизион по итогам турнира. С обидным прозвищем «команда-лифт» было покончено.
В 1998 году секции клуба по гандболу и гребле окончательно отсоединились от клуба и продолжили свободное плавание под собственными именами.
В сезоне 2002 клуб впервые в своей истории стал обладателем серебряных медалей чемпионата. Команде предстоял дебют в еврокубках.
Дебютное выступление в еврокубках, как и следовало ожидать, получилось неудачным: в рамках предварительного раунда Кубка УЕФА сезона 2003/04 «НСИ» достался норвежский клуб «Люн» из Осло. Борьбы не получилось: уступив в родных стенах со счетом 1:3, норвежцы довершили разгром, отправив шесть безответных мячей дома.
Поскольку домашняя арена клуба не имеет лицензии УЕФА для проведения международных матчей, клуб вынужден проводить домашние матчи еврокубков на стадионе национальной сборной «Торсволлур» в Торсхавне либо на стадионе клуба «Б-68» «Свангаскар» в Тофтире.
Помимо высоких результатов во внутреннем первенстве, «НСИ» добился немалых успехов и в национальном кубке. Клуб дважды выигрывал кубок в 1986-м и 2002-м годах. Кроме того, пять раз «НСИ» останавливался в шаге от выигрыша национального трофея, становясь финалистом турнира (сезоны 1980, 1985, 1988, 2004 и 2015).

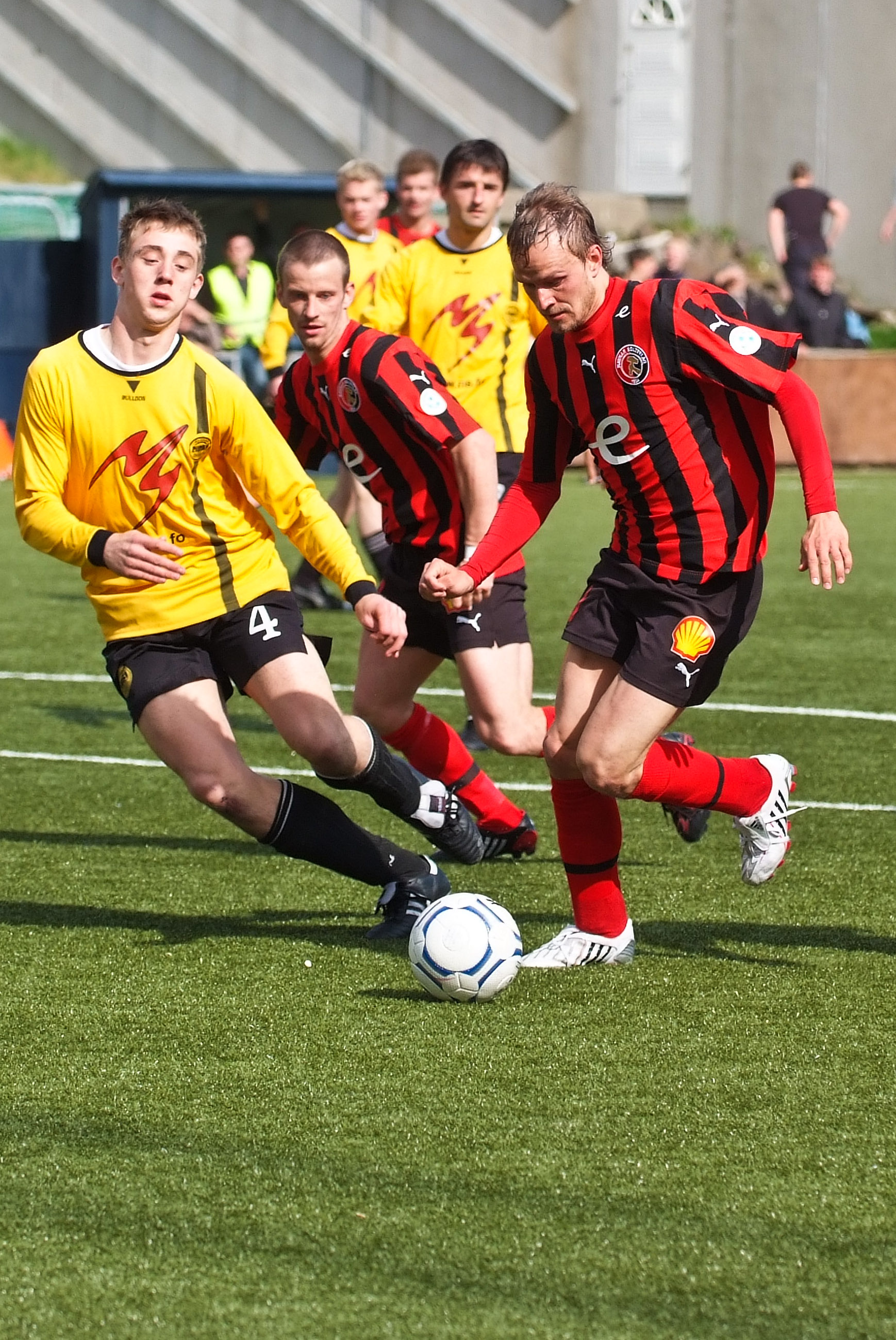
Игроки «НСИ» в выездном матче против клуба «ХБ»
(18 мая 2008)

В сезоне 2007 года «НСИ» впервые в своей истории стал чемпионом Фарерских островов по футболу. Команда выиграла чемпионат за явным преимуществом, задолго до окончания сезона, на семь очков опередив ближайшего преследователя клуб «ЭБ Стреймур», ставшего в итоге вторым.
В 2008 году достижение основной команды подхватит и молодежная секция клуба. Молодежная команда «НСИ» станет победителем престижного Кубка Дана, разыгрываемого среди молодежных команд Фарерских островов.
Помимо молодёжной команды, «НСИ» имеет женскую секцию. Женский футбольный клуб «Б-68/НСИ», названный так в результате объединения с женской командой «Б-68» принимал участие в местной высшей лиге среди женщин. Команда базируется в соседнем поселке Нес.
В штате клуба числится более 600 сотрудников, что делает «НСИ» одним из крупнейших спортивных клубов региона. Значительно облегчает работу клуба труд волонтерских организаций. Добровольные объединения сторонников и болельщиков клуба, а также фан-клуб команды «Guliganz» внесли большой вклад в дело развития и популяризации футбола в регионе.
Основным спонсором «НСИ» на протяжении многих лет является компания «Баккафрост», специализирующаяся на рыболовецком промысле местной рыбы (лосося и семги). Компания ведет крупнейшее рыболовецкое хозяйство на Фарерских островах. Помимо спонсирования местных команд, компания является головным спонсором национальной сборной.

## Достижения клуба
- Премьер Лига
  - Чемпион (1): 2007
  - Серебряный призёр (4): 2002, 2015, 2018, 2020
  - Бронзовый призёр (3): 2010, 2016, 2019

- Первый дивизион
  - [Чемпион (5): 1978, 1983, 1990, 1993, 1996

- Кубок Фарерских островов
  - Победитель (3): 1986, 2002,2017
  - Финалист (5): 1980, 1985, 1988, 2004, 2015

- Суперкубок Фарерских островов
  - Победитель (1): 2008
  - Финалист (2): 2018, 2021

## Тренеры клуба
- Сверри Якобсен (1979)
- Абрахам Локин (1984)
- Асбьорн Миккельсен (1984)
- Ян Салтэр (1985)
- Абрахам Локин (1986)
- Поли Йюстинуссен (1987)
- Ким Труесен (1988)
- Бобби Болтон (Январь 1991 – Май 1992)
- Тригви Мортенсен (Май 1992 – Декабрь 1992)
- Петур Симонсен (Январь 1994 – Декабрь 1994)
- Ян Салтэр (Январь 1995 – Июль 1995)
- Мейнхард Далбуд &  Йовган Нордбуд (Август 1995 – Декабрь 1995)
- Петур Мор (Январь 1997 – Декабрь 1998)
- Милан Цимбурович (Январь 1999 – Апрель 1999)
- Тригви Мортенсен (Май 1999 – Декабрь 2000)
- Петур Мор (Январь 2001 – Декабрь 2001)
- Йовган Мартин Ольсен (Январь 2002 – Декабрь 2004)
- Тригви Мортенсен (Январь 2005 – Август 2006)
- Арнфинн Лангаард &  Боги Лервиг (Сентябрь 2006 – Декабрь 2006)
- Йохан Нильсен (Январь 2007 – Декабрь 2008)
- Паули Поульсен (Январь 2009 – Декабрь 2011)
- Кари Рейнхайм (Январь 2012 – Декабрь 2012)
- Абрахам Локин (Январь 2013 – Июнь 2013)
- Хедин Аскам (Июль 2013 – Декабрь 2013)
- Тригви Мортенсен (Январь 2014 – Декабрь 2015)
- Андерс Гербер (Январь 2016 –  Октябрь 2017 )
- Самал Эрик Хентце (Январь 2018 – Декабрь 2018)
- Гудьон Тордарсон (Январь 2019 — Декабрь 2019)
- Гленн Столь (Январь 2020 — Сентябрь 2020)
- Аллан Йепсен (Октябрь 2020 — Август 2021)
- Уильям Якобсен(Август 2021 — декабрь 2021)
- Тоди Йонссон(Январь 2022 — н. в.)

## Статистика выступлений с 2000 года
| Сезон | Ранг | Турнир       | Место | И  | В  | Н | П  | ГЗ | ГП | РГ  | Очки | Кубок      | Исход |
| ----- | ---- | ------------ | ----- | -- | -- | - | -- | -- | -- | --- | ---- | ---------- | ----- |
| 2000  | 1    | Премьер лига | 4     | 18 | 9  | 3 | 6  | 43 | 29 | +14 | 30   | 1/4 финала |       |
| 2001  | 1    | Премьер лига | 5     | 18 | 8  | 4 | 6  | 23 | 21 | +2  | 28   | 1/2 финала |       |
| 2002  | 1    | Премьер лига | 2     | 18 | 11 | 3 | 4  | 38 | 21 | +17 | 36   | Победитель |       |
| 2003  | 1    | Премьер лига | 4     | 18 | 9  | 5 | 4  | 33 | 18 | +15 | 32   | 1/2 финала |       |
| 2004  | 1    | Премьер лига | 7     | 18 | 7  | 4 | 7  | 28 | 25 | +3  | 25   | Финалист   |       |
| 2005  | 1    | Премьер лига | 4     | 27 | 14 | 8 | 5  | 58 | 44 | +14 | 50   | 2-й раунд  |       |
| 2006  | 1    | Премьер лига | 5     | 27 | 12 | 6 | 9  | 50 | 39 | +11 | 42   | 1/4 финала |       |
| 2007  | 1    | Премьер лига | 1     | 27 | 19 | 4 | 4  | 52 | 24 | +28 | 61   | 2-й раунд  |       |
| 2008  | 1    | Премьер лига | 4     | 27 | 14 | 5 | 8  | 41 | 33 | +8  | 47   | 2-й раунд  |       |
| 2009  | 1    | Премьер лига | 4     | 27 | 13 | 5 | 9  | 56 | 46 | +10 | 44   | 1-й раунд  |       |
| 2010  | 1    | Премьер лига | 3     | 27 | 14 | 6 | 7  | 60 | 33 | +27 | 48   | 1-й раунд  |       |
| 2011  | 1    | Премьер лига | 4     | 27 | 11 | 8 | 8  | 58 | 47 | +11 | 41   | 1/4 финала |       |
| 2012  | 1    | Премьер лига | 7     | 27 | 9  | 4 | 14 | 36 | 43 | -7  | 31   | 1-й раунд  |       |
| 2013  | 1    | Премьер лига | 4     | 27 | 13 | 6 | 8  | 54 | 47 | +7  | 45   | 1/2 финала |       |
| 2014  | 1    | Премьер лига | 4     | 27 | 12 | 4 | 11 | 53 | 42 | +11 | 40   | 1/4 финала |       |
| 2015  | 1    | Премьер лига | 2     | 27 | 16 | 6 | 5  | 73 | 37 | +36 | 54   | Финалист   |       |
| 2016  | 1    | Премьер лига | 3     | 27 | 18 | 1 | 8  | 60 | 36 | +24 | 55   | 1/2 финала |       |
| 2017  | 1    | Премьер лига | 4     | 27 | 13 | 7 | 7  | 57 | 35 | +22 | 46   | Победитель |       |
| 2018  | 1    | Премьер лига | 2     | 27 | 17 | 4 | 6  | 64 | 25 | +39 | 55   | 1-й раунд  |       |
| 2019  | 1    | Премьер лига | 3     | 27 | 18 | 3 | 6  | 65 | 31 | +34 | 57   | 1-й раунд  |       |
| 2020  | 1    | Премьер лига | 2     | 27 | 20 | 3 | 4  | 58 | 26 | +32 | 63   | 1/2 финала |       |
| 2021  | 1    | Премьер лига | 4     | 27 | 14 | 5 | 8  | 54 | 38 | +16 | 47   | 1/2 финала |       |

## Выступления в еврокубках
| Сезон   | Турнир                | Раунд                   | Соперник           | Дома | В гостях | Общий счёт |  |
| ------- | --------------------- | ----------------------- | ------------------ | ---- | -------- | ---------- |  |
| 2003/04 | Кубок УЕФА            | Предварительный раунд   | Люн                | 1:3  | 0:6      | 1:9        |  |
| 2004    | Кубок Интертото       | Первый раунд            | Эсбьерг            | 0:4  | 1:3      | 1:7        |  |
| 2005/06 | Кубок УЕФА            | Первый отборочный раунд | Металлург (Лиепая) | 0:3  | 0:3      | 0:6        |  |
| 2008/09 | Лига чемпионов УЕФА   | Первый отборочный раунд | Динамо (Тбилиси)   | 1:0  | 0:3      | 1:3        |  |
| 2009/10 | Лига Европы УЕФА      | Первый отборочный раунд | Русенборг          | 0:3  | 1:3      | 1:6        |  |
| 2010/11 | Лига Европы УЕФА      | Первый отборочный раунд | Ефле               | 0:2  | 1:2      | 1:4        |  |
| 2011/12 | Лига Европы УЕФА      | Первый отборочный раунд | Фулхэм             | 0:0  | 0:3      | 0:3        |  |
| 2012/13 | Лига Европы УЕФА      | Первый отборочный раунд | Дифферданж 03      | 0:3  | 0:3      | 0:6        |  |
| 2015/16 | Лига Европы УЕФА      | Первый отборочный раунд | Линфилд            | 0:2  | 4:3      | 4:5        |  |
| 2016/17 | Лига Европы УЕФА      | Первый отборочный раунд | Шахтер (Солигорск) | 0:2  | 0:5      | 0:7        |  |
| 2017/18 | Лига Европы УЕФА      | Первый отборочный раунд | Динамо (Минск)     | 0:2  | 1:2      | 1:4        |  |
| 2018/19 | Лига Европы УЕФА      | Первый отборочный раунд | Хиберниан          | 4:6  | 1:6      | 5:12       |  |
| 2019/20 | Лига Европы УЕФА      | Предварительный раунд   | Баллимена Юнайтед  | 0:0  | 0:2      | 0:2        |  |
| 2020/21 | Лига Европы УЕФА      | Предварительный раунд   | Барри Таун         | 5:1  | -        | 5:1        |  |
| 2020/21 | Лига Европы УЕФА      | Первый отборочный раунд | Абердин            | -    | 0:6      | 0:6        |  |
| 2021/22 | Лига конференций УЕФА | Первый отборочный раунд | Хонка              | 1:3  | 0:0      | 1:3        |  |